# Erythrorchis
Erythrorchis es un género de orquídeas de hábitos terrestres. Se compone de sólo tres especies originarias del sur de Japón, Sudeste de Asia y este de Australia.

## Descripción
Pueden ser reconocidas por ser especie de orquídeas, sin clorofila, de tallos muy ramificados que busca apoyo para sus ramas en los arbustos,  disponen de una inflorescencia lisa, o glabra. Las plantas viven en estrecha simbiosis con hongos micorrizas. Su vida aérea es corta y no son aptas para el cultivo doméstico. Durante la mayor parte del año su sistema de raíces complejas permanece latente.

## Especies
1. Erythrorchis altissima ( Blume) Blume, Rumphia 1: 200 (1837)
2. Erythrorchis cassythoides ( A. Cunn. Ex Lindl.) Garay, Bot. Mus. Leafl. 30: 234 (1986)
3. Erythrorchis ochobiensis ( Hayata) Garay, Bot. Mus. Leafl. 30: 234 (1986)